# Mojca Drčar Murko
Mojca Drčar Murko, née le 2 juillet 1942 à Ljubljana, est une femme politique slovène.
Membre de la Démocratie libérale slovène, elle siège au Parlement européen de 2004 à 2009.